# Mi nombre es Joe (película)
Mi nombre es Joe (en inglés: My name is Joe , también conocida en español como Mi nombre es todo lo que tengo) es una película de drama romántico de 1998 dirigida por Ken Loach. La película está protagonizada por Peter Mullan como Joe Kavanagh, un alcohólico en recuperación en paro en Glasgow, Escocia, que conoce y se enamora de su asistente social, interpretada por Louise Goodall. David McKay interpreta a su problemático amigo Liam.
El título de la película es una referencia al saludo ritualizado que se realiza en las reuniones de Alcohólicos Anónimos, como se muestra en la escena inicial de la película.
La película se filmó principalmente en las fincas municipales de Glasgow y desempeñaba pequeños papeles con residentes locales, muchos de los cuales tenían antecedentes penales y de drogas.
La película ganó premios en muchos festivales de cine, incluyendo el de Mejor Actor para Mullan en el Festival de Cine de Cannes de 1998.  El British Film Institute clasificó la película en el puesto 91 de su lista de las 100 mejores películas británicas del BFI de 1999

## Sinopsis
La película comienza con Joe Kavanagh en una reunión de Alcohólicos Anónimos, relatando una experiencia de su pasado. Luego, fingiendo una redada policial, Joe asusta a sus amigos a quienes entrena en un partido de fútbol local. En el camino a recoger a Liam, un ex drogadicto al que Joe le tiene cariño, son interrumpidos por una mujer que es una visitadora de salud que atiende a Liam, su novia Sabine y su hijo Scott, evaluando su culpabilidad por el bienestar. Joe insiste en que Liam vaya al juego, pero Sarah, la visitadora de salud, protesta. Al dejar a Liam después del partido, Joe observa cómo Liam y Sabine tienen una confrontación fuera de su casa con algunos matones. 
Más tarde ve a Sarah fuera del centro de salud local y coquetea con ella, ofreciéndole ayuda con su papel tapiz. Mientras trabaja en el apartamento de Sarah con su amigo cercano Shanks, Joe ve a un trabajador social tomando fotografías de él trabajando, lo que viola sus políticas de bienestar. Joe se enfurece y amenaza a la trabajadora social, atacando el auto con sus suministros de pintura. Más tarde, mientras cena, Joe le revela a Sarah que es un alcohólico en recuperación. 
Joe es llamado ante los servicios sociales para explicar su supuesta ruptura de la política de bienestar, y el trabajador revela que Sarah escribió e insistió en que el trabajo se hizo como un favor personal, no por dinero. Joe visita el centro de salud local para agradecer a Sarah por intervenir en su nombre y le pide una cita. Sarah está preocupada por tener una cita con Joe debido a su extraño comportamiento, pero su amiga recepcionista Maggie dice que está pensando demasiado las cosas. 
Después de la cita, Sarah cierra sus llaves del apartamento y Joe le sugiere que se quede con él, enfatizando que no está tratando de acostarse con ella. Joe comparte historias de su pasado con Sarah, y ella lo presiona sobre por qué dejó de beber. Joe duda al principio, pero explica que dejó de beber porque golpeó brutalmente a una pareja romántica anterior mientras estaba muy intoxicado, y que está profundamente avergonzado de sí mismo. 
Al día siguiente, en el partido de fútbol local, los mismos matones que molestaron a Liam en casa llegan al campo y lo agreden, lo que lleva a Joe a preguntarse si Liam ha vuelto a las drogas. Liam insiste en que la agresión ocurrió como represalia por una pelea en un bar. En el centro de salud, Sabine provoca una escena al negarse a apagar su cigarrillo, y más tarde capta la atención de Sarah cuando es descubierta por robar un talonario de recetas. Su médico insiste en que la eliminen del registro local y la envíen a otra clínica, pero Sarah le recuerda al médico que han hecho mucho para ayudar a la familia. En casa, Liam se enfrenta a Sabine, quien mintió sobre dónde ha estado, y la acusa de tener relaciones sexuales con otros hombres después de encontrar condones en su bolso, así como de estar drogada.Más tarde, Joe llega y encuentra a Sabine preparándose para inyectarse heroína. A regañadientes, él la ayuda a inyectarse, y ella revela que Liam ha sido secuestrado por los matones, que trabajan para el traficante de drogas local y ladrón McGowan, a quien Joe conoce desde su juventud. McGowan revela que Liam le debe dinero y que no lo ha devuelto en repetidas ocasiones. Liam le dice a Joe que dejó de traficar heroína cuando fue a prisión, pero que Sabine se hizo cargo y le debe 1,500 libras a McGowan porque usa las drogas en lugar de venderlas.Liam no estaba al tanto del trato hasta hace muy poco, y le dice a Joe que los matones de McGowan han amenazado con paralizarlo si no puede devolver el dinero. Joe amenaza a McGowan por esto, pero McGowan le propone a Joe traficar drogas para él como una forma de resolver la deuda de Liam. Joe y Liam regresan a casa, y él le miente a Sarah diciéndole que el asunto se ha solucionado. 
Después de una noche íntima con Sarah, Joe va a Kintyre a recoger un coche que se supone que contiene drogas. Tiene dudas mientras conduce de regreso a Glasgow, recordando una conversación con Shanks, quien desaprueba profundamente lo que Joe está haciendo. En una escena posterior, Joe le da a Sarah un par de aretes, así como un anillo. Joe le dice a Sarah que la ama. Sarah le dice que no quiere el anillo y Joe no puede entender lo que ha hecho mal, tirando el anillo al río en un ataque de ira. Más tarde, Sarah llega a su puerta y se disculpa. Al día siguiente, Joe, sin saberlo, juega a ser conductor de su equipo de fútbol, que roba un cargamento de camisetas en una tienda de artículos deportivos. Mientras tanto, Sarah le revela a su compañera de trabajo Maggie que está embarazada. Sarah se reúne con Sabine y Liam en un parque, donde Sabine revela inadvertidamente la mentira de Joe, insistiendo en que le pagó a McGowan. Liam complica aún más las cosas diciéndole a Sarah que Joe simplemente les consiguió una extensión en sus pagos, y Sarah lo acusa de mentir. Ella va al apartamento de Joe y lo presiona para obtener más información sobre sus tratos con McGowan, expresando sus preocupaciones.Joe parece haberla apaciguado, pero Liam llega abruptamente y le advierte a Joe sobre las preguntas de Sarah. Ella se enfurece porque Joe es cómplice en el tráfico de drogas, pero él insiste en que no tiene los mismos recursos que ella y que no tenía otra forma de ayudar a Liam. Sarah sale del apartamento llorando después de descubrir que sus regalos fueron comprados con un adelanto de McGowan. 
Joe va al apartamento de Liam y le da dinero para que se vaya de la ciudad, diciendo que no completará el segundo trabajo para McGowan. Después de esto, va a casa de Sarah e intenta sin éxito reconciliarse con ella. En la sala de billar de McGowan, dice que no completará el trabajo. McGowan lo ignora y trata de expulsar a Joe. Después de que uno de los matones de McGowan hace comentarios lascivos sobre Sarah, Joe monta en cólera y golpea brutalmente a todos los hombres de McGowan. Sabiendo que se ha marcado a sí mismo para la muerte, compra licor y regresa a casa.Más tarde, Liam llega y encuentra a Joe en un estado de embriaguez. Le dice a Joe que los hombres de McGowan los están persiguiendo a ambos, pero Joe borracho insulta a Liam por no seguir sus instrucciones y se niega a moverse. Arrinconado, Liam se ata una cuerda alrededor del cuello y salta por la ventana. Joe se despierta y trata de levantarlo, pero está demasiado ebrio para levantar a Liam, quien muere. Joe ve a Sarah en el entierro de Liam, y los dos se van juntos. 

## Reparto
- Peter Mullan – Joe Kavanagh
- Louise Goodall – Sarah Downie
- David McKay – Liam
- Anne-Marie Kennedy – Sabine
- David Hayman – McGowan
- Gary Lewis – Shanks
- Lorraine McIntosh – Maggie
- Scott Hannah – Scott
- David Peacock – Hooligan
- Gordon McMurray – Scrag
- James McHendry – Perfume
- Paul Clark – Zulu
- Stephen McCole – Mojo
- Simon Macallum – Robbo

## Recepción

### Reconocimiento
- 1998: Festival de Cannes: Mejor actor (Peter Mullan)
- 1998: Festival de Valladolid Espiga de Oro: Mejor película
- 1998: Nominada Premios BAFTA: Mejor film británico
- 1998: Premios del Cine Europeo: Nominada a mejor película y actor (Peter Mullan)

### Crítica
"Excelente y durísimo Loach; vuelve a dar la enésima lección en cine de realismo social" dijo Ramón F. Reboiras de Cinemanía. "Tragedia con toques de comedia y ternura -con su novia, el robo de camisetas-, absolutamente redonda" dijo  Javier Ocaña de Cinemanía.